# Matt Mooney
Matthew Mooney, né le 7 février 1997 à Wauconda dans l'Illinois, est un joueur américain de basket-ball évoluant au poste d'arrière.

## Biographie
Après 24 rencontrées jouées en NBA G League avec le Hustle de Memphis, il signe, le 15 janvier 2020, un contrat two-way de deux saisons avec les Cavaliers de Cleveland.
En décembre 2021, il s'engage en faveur des Knicks de New York pour 10 jours. Il signe un second contrat de 10 jours début janvier. Pendant son passage, il est présent sur la feuille de match à 5 reprises et apparait une seule fois dans une rencontre pour 2 minutes.